# Velika Mađarska
 Ovo je glavno značenje pojma Velika Mađarska. Za druga značenja pogledajte Velika Mađarska (razdvojba).
Velika Mađarska (mađar. Nagy-magyarország) je pojam koji se odnosi na nacionalističku ideologiju mađarskih iredentista koji teže proširenju državnih granica Mađarske i okupljanju mađarske nacionalne zajednice u susjednim zemljama unutar jedne države kao i ujedinjenje svih onih teritorija (zemlje Krune sv. Stjepana) koji su bili pod upravom Ugarske u okviru Austro-Ugarske monarhije do 1918. godine, zaključno s Trianonskim ugovorom 1920. godine.

## Povijest
Po završetku Prvog svjetskog rata 1918. godine, sastala se međunarodna mirovna konferencija u Versaillesu koja je odlučivala o sklapanju mirovnih pregovora s poraženim zemljama i o novim odnosima u Europi i u svijetu. Sukladno odredbama američkog predsjednika Woodrowa Wilsona (1913. – 1921.) sadržnih u 14 točaka od kojih se jedna pozivala na pravo naroda na samoopredjeljenje, odlučeno je da se prihvati desolucija Austro-Ugarske monarhije i utemeljnje nacionalne države na njenom teritoriju. Tom odlukom, od dijelova nekadašnje Monarhije nastale su Austrija, Mađarska, Čehoslovačka, Država SHS, a pojedini teritoriji pripali su i Rumunjskoj te obnovljenoj Poljskoj.
Mirovnim ugovorom između saveznika i Mađarske u Trianonu 1920. godine, Mađarska je ostala bez gotovo 70% prijašnjeg teritorija i svedena je u manje-više etničke granice. Osim nezadovoljstva zbog gubitka velikog dijela teritorija naseljenog većinom nemađarskim stanovništvom (Slovenci, Hrvati, Srbi, Slovaci, Rumunji, Rusini), Mađari su bili nezadovoljni i činjenicom što je dio teritorija većinski naseljenog mađarskom populacijom ostao izvan granica nove mađarske države.
Politička težnja za obnovom velike Kraljevine Ugarske bila je prisutna između dva svjetska rata kada je zemljom, u ime zbačenog kralja Karla I., upravljao regent Miklós Horthy. Godine 1938. Horthy je uz pomoć Hitlera dobio dijelove južne Slovačke, 1939. Zakarpatje, a 1940. godine Bačku, Baranju i Međimurje, te Prekmurje 1941. godine. Nakon završetka Drugog svjetskog rata 1945. anektirani teritoriji su oduzeti Mađarskoj koja je time obnovila svoje trianonske granice.
Poslije sloma komunizma i raspada Sovjetskog Saveza krajem 80-ih u Istočnoj Europi, većinu zemalja na tom području zahvatio je val nacionalizma. Godine 2002. osnovana je u Mađarskoj radikalna desničarska stranka Jobbik koja u svom političkom programu ima ideju stvaranja Velike Mađarske.